# Stora Trutskäret
Stora Trutskäret (finska: Iso Truutikari) är en ö i Finland. Den ligger i Bottenhavet och i kommunen Sastmola i den ekonomiska regionen  Björneborgs ekonomiska region i landskapet Satakunta, i den västra delen av landet. Ön ligger omkring 46 kilometer nordväst om Björneborg och omkring 270 kilometer nordväst om Helsingfors. Den ingår i ögruppen Trutskären (Truutikarit).
Öns area är 2,5 hektar och dess största längd är 290 meter i nord-sydlig riktning.